# Nicholas Angelich
Nicholas Angelich est un pianiste américain né le 14 décembre 1970 à Cincinnati (Ohio) et mort le 18 avril 2022 à Paris.

## Biographie

### Études
Né à Cincinnati aux États-Unis, le 14 décembre 1970 d'un père violoniste d'origine yougoslave et d'une mère pianiste native d'URSS, Nicholas Angelich commence l'étude du piano à l'âge de cinq ans, initié par sa mère, et donne son premier concert à sept ans avec un orchestre de chambre, jouant le Concerto pour piano no 21 en do majeur, K. 467 de Mozart.
Mais les grandes écoles de musique américaines n'ayant pas de cursus d’études supérieures pour de très jeunes talents, les parents de Nicholas Angelich se tournent alors vers une amie qui a travaillé avec le grand pianiste Aldo Ciccolini, professeur au Conservatoire national supérieur de musique de Paris. La famille profite de vacances pour se rendre à Paris, où Nicholas Angelich passe une audition privée auprès d'Aldo Ciccolini. À l'âge de treize ans, il intègre ainsi le Conservatoire où ses professeurs sont Aldo Ciccolini, Yvonne Loriod et Michel Béroff. Il travaille aussi avec Marie-Françoise Bucquet, Leon Fleisher, Dmitri Bashkirov et Maria João Pires.

### Carrière
En 1989, il rentre aux États-Unis. La même année, il est Second prix du Concours international de piano Robert Casadesus à Cleveland. Il obtient le premier prix du concours international de piano Gina Bachauer en 1994. En 2002, il reçoit le prix du meilleur jeune talent au Festival international de piano de la Ruhr. Il s'illustre avec les grands orchestres français sous la direction de Myung-Whun Chung et David Robertson, se produit en mai 2003 avec Kurt Masur et le New York Philharmonic dans le Concerto pour piano no 5 de Beethoven, puis effectue en 2004 une tournée au Japon avec Kurt Masur et l'Orchestre national de France, où il joue le Concerto pour piano no 2 de Brahms. Son enregistrement des trios de Brahms avec les frères Renaud et Gautier Capuçon lui vaut  un Prix Schallplatten (Virgin classics), et les Sonates pour violon et piano avec Renaud Capuçon d'autres récompenses (Diapason d'or, Choc/Monde de la musique, Editor Choice/gramophone, Scherzo/Excepcional).
En 2004, il participe  à la MC2 de Grenoble à l'intégrale des sonates de Beethoven.
En 2006, il donne en récital  l'intégrale des Années de pèlerinage de Liszt.
En septembre 2007, il joue le Concerto pour piano no 2 de Saint-Saëns, avec l'Orchestre français des jeunes, sous la direction de Jean-Claude Casadesus lors d'un concert au théâtre des Champs-Élysées à Paris.
En 2013 et en 2019, il est désigné « soliste instrumental de l'année » aux Victoires de la musique classique,.

### Mort
Atteint d'une longue maladie respiratoire, Nicholas Angelich subit une transplantation pulmonaire. Mais la greffe ne prend pas et Nicholas Angelich décède à 51 ans d'une infection du greffon, le 18 avril 2022, à l'hôpital Bichat, situé dans le 18e arrondissement de Paris.

## Concerts
Reconnu comme l'un des grands pianistes classiques de notre époque, Nicholas Angelich s'est produit dans le monde entier, avec les plus grands orchestres, sous la direction de chefs prestigieux : Charles Dutoit, Louis Langrée, Marc Minkowski, Kurt Masur, Hugh Wolff, Myung-Whun Chung, Daniel Harding, Sir Colin Davis, Valery Gergiev.
Passionné de musique de chambre, il joue régulièrement avec les frères Renaud et Gautier Capuçon, avec entre autres Joshua Bell, Maxim Vengerov, Gérard Caussé, les quatuors Ébène, Ysaye, Prazak. Quoique surtout interprète du répertoire classique et romantique, il s'intéresse aussi à la musique contemporaine, celle de Messiaen, Stockhausen, Pierre Boulez, Eric Tanguy. Il crée le Concerto sans orchestre pour piano de Pierre Henry. Il participe au Progetto Martha Argerich à Lugano.

## Discographie
- Bach : Variations Goldberg - CD Virgin Classics, 2011
- Beethoven : Concertos nos 4 et 5 pour piano et orchestre, Insula Orchestra, Laurence Equilbey Erato 2018
- Brahms : Concerto pour piano no 1, Danses hongroises. Avec l’Orchestre Symphonique de la Radio de Francfort et Paavo Järvi, Frank Braley. CD Virgin Classics, 2008
- Brahms : Concerto pour piano no 2, Klavierstücke, op. 76. Avec l’Orchestre Symphonique de la Radio de Francfort et Paavo Järvi. CD Virgin Classics, 2010
- Brahms : Klavierstücke op. 116-119. CD Virgin Classics, 2006
- Brahms : Variations sur un thème de Paganini, 2 Rhapsodies op. 79, 4 Ballades, op. 10. CD Virgin Classics, 2005
- Brahms : Sonates pour violon et piano, Scherzo de la Sonate FAE. Avec Renaud Capuçon. CD Virgin Classics, 2005
- Brahms : Trios pour piano, violon et violoncelle. Avec Renaud Capuçon, Gautier Capuçon. 2 CD Virgin Classics, 2004
- Brahms : Quatuors pour piano et cordes. Avec Renaud Capuçon, Gautier Capuçon, Gérard Caussé. 2 CD Virgin Classics, 2008
- Fauré : Musique de chambre pour instruments à cordes et piano. Avec Renaud Capuçon, Gautier Capuçon, Gérard Caussé, Quatuor Ébène, Michel Dalberto. 5 CD Virgin Classics, 2011
- Liszt : Années de pèlerinage, Mirare, 2004.
- Rachmaninov : Récital Études-tableaux op. 33, Études-tableaux op. 39. CD Harmonia Mundi 1995, Les Nouveaux Interprètes, coproduction radio-France
- Baptiste Trotignon : Different Spaces. Naïve, 2015
- Nicholas Angelich : Hommage, coffret Erato, 2023[5], Victoire de la musique classique enregistrement de l'année 2024[6].

## Décorations
- Officier de l'ordre des Arts et des Lettres Il est promu au grade d’officier le 9 juillet 2013[7].